# Sojoez TMA-22
Sojoez TMA-22 (Russisch: Союз ТМА-22) was een ruimtevlucht op 14 november 2011 naar het Internationaal ruimtestation ISS. Hiermee zijn drie bemanningsleden gelanceerd van ISS Expeditie 29. TMA-22 was de 110e vlucht van een Sojoez-ruimteschip, na de eerste lancering in 1967. De Sojoez bleef aan het ISS gekoppeld voor de duur van expeditie 29 en diende als reddingsschip.

## Bemanning
Dit is de bemanning voor ISS Expeditie 29
- Anton Sjkaplerov (1) - Bevelhebber
- Anatoli Ivanisjin (1) - piloot 1
- Dan Burbank (3) - Piloot 2

## Reservebemanning
De bemanning van Sojoez TMA-04M was de reservebemanning voor deze vlucht.